# Neomesus obtusiceps
Neomesus obtusiceps är en insektsart som beskrevs av Berg 1884. Neomesus obtusiceps ingår i släktet Neomesus och familjen dvärgstritar. Inga underarter finns listade i Catalogue of Life.